# Artemis (bordell)

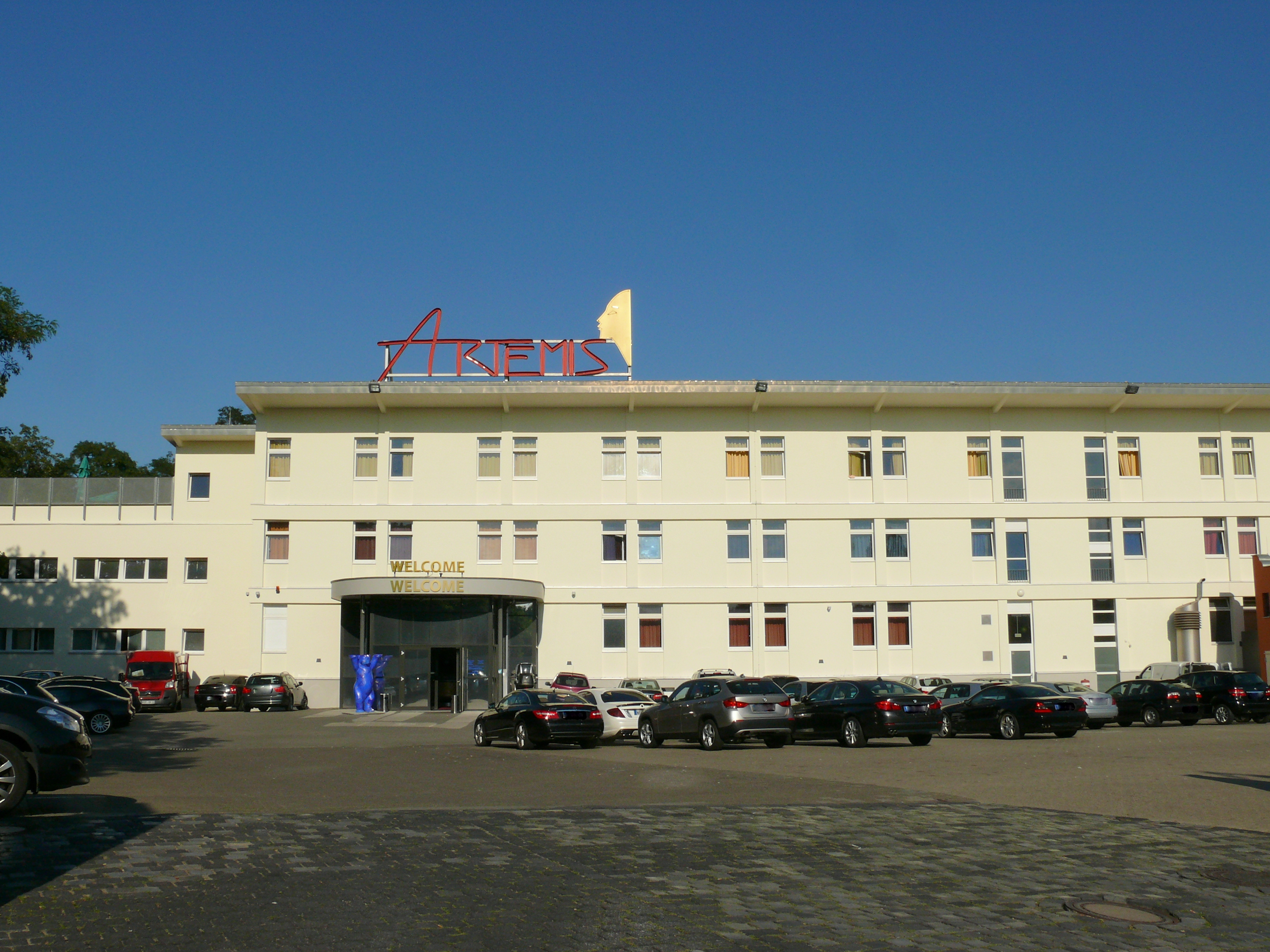

Artemis är den största bordellen i Berlin, Tyskland. Det är en fyra våningar hög byggnad med bland annat swimmingpool, tre basturum, två biografer och plats för upp till 70 prostituerade och 600 gäster. Likt andra tyska bordeller är den organiserad som en bastuklubb och såväl kunder som prostituerade betalar en inträdesavgift på 90 euro då de går in, och kan sedan nyttja alla husets rum så länge som de vill. Bordellen, liksom den lagliga prostitutionen i Tyskland överlag, fick extra uppmärksamhet i samband med Världsmästerskapet i fotboll 2006.